# Oregon Pine (skonare)
Oregon Pine var en amerikansk skonare med sex master, byggd 1920. Fartyget seglade på Stilla havet med timmer från Kalifornien, Oregon och Washington till Shanghai och Port Adelaide.

## Historia
Oregon Pine byggdes vid ett varv i Portland, Oregon och var ett av de största segelfartygen som byggts i USA. Fartyget levererades till rederiet Grant, Smith & Co. och gick i timmertraden till Kina och Australien till 1924. Dålig lönsamhet gjorde att hon lades upp i Astoria, Oregon.
1926 köptes fartyget av kapten E. R. Sterling för £50 000 och döptes om till Dorothy H. Sterling. När skonaren anlände till Port Adelaide med full last av oregon timmer kunde Sterling Shipping Co. inte betala hamnavgifter och besättningens löner och hamnmyndigheten tog fartyget i beslag. Fartyget auktionerades ut för £50 och vissa skulder kunde inkasseras. Därefter såldes fartyget till en skrotfirma, men kunde inte passera en bro och sänktes därför vid skogskyrkogården Garden Island.